# Trierer Arbeitsstelle für Künstlersozialgeschichte
Die Trierer Arbeitsstelle für Künstlersozialgeschichte (TAK), englisch Social History of the Artist Research Center (SHARC), wurde 2011 von Andreas Tacke  gegründet und ist ein Zusammenschluss von verschiedenen Forschungsprojekten, die den Bildenden Künstler bzw. Baumeister oder Architekten der Vormoderne mehr aus der Perspektive seiner Lebensumstände, als von seinem Werk her betrachtet: Der Habitus des Künstlers oder das sozialgeschichtliche Umfeld von Maler, Bildhauer und Architekt wurden in der kunsthistorischen wie historischen Forschung bislang nur partiell behandelt. Während die Frage, inwiefern politische und religiöse Umbrüche, wirtschaftliche Krisen, Prosperität oder geschichtliche Zäsuren wie beispielsweise die Aufklärung das Bildsujet beeinflussten, in vielen Beiträgen bereits analysiert wurde, widmet sich die von Andreas Tacke geleitete Trierer Arbeitsstelle für Künstlersozialgeschichte einem anderen Thema: Im Mittelpunkt steht nicht primär das Kunstwerk und seine Rollenzuweisung innerhalb der Gesellschaft, sondern das Künstlerindividuum mit seinen Handlungsspielräumen und Möglichkeiten der Autorepräsentation in der Vormoderne. Hierbei wird eine Neujustierung vorgenommen, da – noch immer geleitet vom Geniediskurs des 19. Jahrhunderts – die Lebenswirklichkeit des mittelalterlichen wie frühneuzeitlichen Künstlers oft ignoriert wird. Dem schillernden Bild des Hofkünstlers wird jenes des zunftgebundenen Handwerkers zur Seite gestellt, dessen Agitationsbereich eingeschränkt und von den Reglements der Zunft- oder Handwerksordnung bestimmt wurde – vom Eintritt in die Lehre über die Gesellenwanderung bis hin zur Teilnahme der Zunftbrüder bei seiner Bestattung.
Aus unterschiedlicher Perspektive beleuchten alle Projekte die Künstlersozialgeschichte des Mittelalters und der Frühen Neuzeit, wobei manche Fragestellungen bis in die Gegenwart verfolgt werden. Wo es sich anbietet, veranstaltet TAK-/SHARC-Kongresse und -tagungen, -workshops oder Vorträge.
Peter Sloterdijk schrieb 2011 zum Projekt: „Liegen eines Tages die Resultate aus Tackes Werkstatt vor, wird man en détail wissen, was im ästhetischen Sektor des Trainingslagers Europa zwischen dem Spätmittelalter und 1800 vor sich ging.“

## Forschungsschwerpunkte und Projekte

### Laufende Forschungsprojekte
- DFG-Netzwerk „Die deutschen Kunstgewerbeschulen: künstlerisch-handwerkliche Ausbildungsinstitutionen im langen 19. Jahrhundert“ (Mitglied seit III/2025)[7]
- Künstlerfeste von der Antike bis zur Gegenwart[8]
- Kommentierte digitale Edition der Reise- und Sammlungsbeschreibungen Philipp Hainhofers (1578–1647), Kooperationsprojekt mit der Herzog August Bibliothek Wolfenbüttel[9] (das Projekt ist von 2017 bis 2029 an der HAB Wolfenbüttel und mit einer Arbeitsstelle an der LEUCOREA in der Lutherstadt Wittenberg[10] installiert[11])

### Beendete Forschungsprojekte
- 2022 Von Augsburg nach Frankfurt. Der Kupferstecher Johann Philipp Thelott (1639–1671)
- 2019/20 Meisterstücke: Vom Handwerk der Maler (2019/20 mit einer Ausstellung im Historischen Museum Frankfurt realisiert)[12]
- 06/2017 Kommentierte kritische Edition deutschsprachiger Zunftordnungen für Glasmaler bis um 1800: Quellen zur Künstlersozialgeschichte aus Archiven Zentraleuropas[13]
- 06/2016 Edition der Zunftordnungen für Maler bis um 1800: Quellen zur Künstlersozialgeschichte aus den Archiven der Bundesrepublik Deutschland, Österreichs und der Schweiz[14]
- 05/2016 artifex: Redefining Boundaries: Artistic training by the guilds in Central Europe up to the dissolution of the Holy Roman Empire[15]
- 10/2015 Schnittmengen – Edition der deutsch- und polnischsprachigen Zunftordnungen für Bildende Künstler bis um 1800 aus den Archiven der Republik Polen[16]
- 10/2015 Edition der archivalischen Quellen der am kurtrierischen Hof von 1629 bis 1794 tätigen Hofkünstler bzw. Hofhandwerker einschließlich der Untersuchung ihrer Kompetenzen und sozialen Stellung[17]

### Finanzierung
Die Arbeitsstelle nimmt neben der Baisfinanzierung auch projektgebundene Mittel ein. Beispielsweise unterstützte der Europäische Forschungsrat 2011 bis 2016 das Projekt Artifex mit 1,7 Mio. EUR oder die Deutsche Forschungsgemeinschaft (DFG) das Langfristvorhaben (2017–2029) des Hainhofer-Projektes mit ca. 2,9 Mio. EUR.

## Selbständige Publikationen
Die in den unterschiedlichen Projekten erarbeiteten Ergebnisse erscheinen u. a. in der Reihe: artifex – Quellen und Studien zur Künstlersozialgeschichte/Sources and Studies on the Social History of the Artist (Hrsg. bzw. bearbeitet von Andreas Tacke) sowie in der Reihe Hainhoferiana – Studien zur Kunst- und Kulturgeschichte Schwabens und Europas und in der (abgeschlossenen) Reihe Kunsthistorisches Forum Irsee.
- Der Künstler als Buchhalter. Serielle Aufzeichnungen zu Leben und Werk (= Hainhoferiana – Studien zur Kunst- und Kulturgeschichte Schwabens und Europas; Bd. 3 / Untersuchungen und Materialien zur Verfassungs- und Landesgeschichte; Bd. 31). Hrsg. von Andreas Tacke, Holger Th. Gräf, Michael Wenzel. Michael Imhof Verlag, Petersberg 2024.
- Von Augsburg nach Frankfurt. Der Kupferstecher Johann Philipp Thelott (1639–1671). Hrsg. von Holger Th. Gräf, Andreas Tacke (= Veröffentlichungen der Historischen Kommission für Hessen; 93). Begleitbuch zu den Ausstellungen in Augsburg, Bad Homburg, Frankfurt/ Main, Gießen, Gotha, Grünberg, Hanau, Marburg und Wolfenbüttel. Historische Kommission für Hessen, Marburg 2022.
- Danica Brenner: Der Künstler als Handwerker. Handlungsspielräume zunftgebundener Maler im Spätmittelalter und beginnender Früher Neuzeit am Beispiel Augsburgs: Ausbildung, Zusammenleben, Marktstrategien, Sozialtopographie (= artifex-Reihe). Michael Imhof Verlag, Petersberg 2021.
- Künstlerreisen. Fallbeispiele vom Mittelalter bis zur Gegenwart (= Kunsthistorisches Forum Irsee; 7). Hrsg. von Andreas Tacke, Birgit Ulrike Münch, Markwart Herzog, Sylvia Heudecker, Thomas Schauerte. Michael Imhof Verlag, Petersberg 2020.
- Meisterstücke – Vom Handwerk der Maler. (Ausstellungskatalog, 12.09.2019–19.01.2020). Für das Historische Museum Frankfurt hrsg. von Wolfgang P. Cilleßen, Andreas Tacke (= Schriften des Historischen Museums Frankfurt; 38). Societäts-Verlag, Frankfurt am Main 2019.
- Künstlerfeste. In Zünften, Akademien, Vereinen und informellen Kreisen (= Kunsthistorisches Forum Irsee; 6). Hrsg. von Andreas Tacke, Birgit Ulrike Münch, Markwart Herzog, Sylvia Heudecker. Michael Imhof Verlag, Petersberg 2019.
- Crossroads – Frankfurt am Main As Market For Northern Art 1500–1800 (= artifex-Reihe). Hrsg. von / Ed. by Miriam Hall Kirch, Birgit Ulrike Münch, Alison G. Stewart. Michael Imhof Verlag, Petersberg 2019.
- Künstlerhäuser im Mittelalter und der Frühen Neuzeit / Artists’ Homes in the Middle Ages and the Early Modern Era (= artifex-Reihe). Hrsg. von Andreas Tacke, Thomas Schauerte, Danica Brenner. Michael Imhof Verlag, Petersberg 2018.
- Fabian Müller: Raffaels Selbstdarstellung. Künstlerschaft als Konstrukt (= artifex-Reihe). Michael Imhof Verlag, Petersberg 2018.
- BilderGewalt. Zerstörung – Zensur – Umkodierung – Neuschöpfung. Hrsg. von Birgit Ulrike Münch, Andreas Tacke, Markwart Herzog, Sylvia Heudecker (= Kunsthistorisches Forum Irsee; 5). Michael Imhof Verlag, Petersberg 2018.
- MATERIAL CULTURE. Präsenz und Sichtbarkeit von Künstlern, Zünften und Bruderschaften in der Vormoderne / Presence and Visibility of Artists, Guilds and Brotherhoods in the Pre-modern Era. (= artifex-Reihe). Hrsg. von Andreas Tacke, Birgit Ulrike Münch, Wolfgang Augustyn. Michael Imhof Verlag, Petersberg 2018.
- Statuta pictorum: Kommentierte Edition der Maler(zunft)ordnungen im deutschsprachigen Raum des Alten Reiches. Von Andreas Tacke, Ursula Timann, Marina Beck, Elsa Oßwald, Sarah Wilhelm, Luise Schaefer, Zbigniew Michalczyk, Sandra Knieb, Radka Heisslerova, Hana Pátková, Karina Wiench, Susan Tipton, Monika Borowska, Benno Jakobus Walde, u. a. (= artifex-Reihe). 5. Bde., Michael Imhof Verlag, Petersberg 2018.
- Hofkünstler und Hofhandwerker am kurtrierischen Hof in Koblenz / Ehrenbreitstein 1629–1794. Studie, Handbuch, Quellen. Bearb. von Jens Fachbach (= artifex-Reihe). 2 Bde., Michael Imhof Verlag, Petersberg 2017.
- Künstlerinnen. Neue Perspektiven auf ein Forschungsfeld der Vormoderne. Hrsg. von Birgit Ulrike Münch, Andreas Tacke, Markwart Herzog, Sylvia Heudecker (Kunsthistorisches Forum Irsee; 4). Michael Imhof Verlag, Petersberg 2017.
- The Artist between Court and City (1300–1600) / L’artiste entre la Cour et la Ville / Der Künstler zwischen Hof und Stadt. (= artifex-Reihe). Hrsg. von Dagmar Eichberger, Philippe Lorentz, Andreas Tacke. Michael Imhof Verlag, Petersberg 2017.
- Hofkünstler und Hofhandwerker in deutschsprachigen Residenzstädten der Vormoderne. (= artifex-Reihe). Hrsg. von Andreas Tacke, Jens Fachbach, Matthias Müller. Michael Imhof Verlag, Petersberg 2017.
- Kunstmärkte zwischen Stadt und Hof. Prozesse der Preisbildung in der europäischen Vormoderne. (= artifex-Reihe). Hrsg. von Andreas Tacke in Verbindung mit Markwart Herzog, Christof Jeggle, Birgit Ulrike Münch, Michael Wenzel. Michael Imhof Verlag, Petersberg 2017.
- Von kurzer Dauer? Fallbeispiele zu temporären Kunstzentren der Vormoderne. (= Kunsthistorisches Forum Irsee; 3). Hrsg. von Birgit Ulrike Münch, Andreas Tacke, Markwart Herzog, Sylvia Heudecker. Michael Imhof Verlag, Petersberg 2016.
- Die Klage des Künstlers. Krise und Umbruch von der Reformation bis um 1800. (= Kunsthistorisches Forum Irsee; 2). Hrsg. von Birgit Ulrike Münch, Andreas Tacke, Markwart Herzog, Sylvia Heudecker. Michael Imhof Verlag, Petersberg 2015.
- Luxusgegenstände und Kunstwerke vom Mittelalter bis zur Gegenwart. Produktion – Handel – Formen der Aneignung. (= artifex-Reihe und Irseer Schriften N.F. Studien zur Kultur-, Mentalitäts- und Wirtschaftsgeschichte; 8). Hrsg. von Christof Jeggle, Andreas Tacke, Markwart Herzog, Mark Häberlein, Martin Przybilski. UVK, Konstanz und Stuttgart 2015.
- Fälschung – Plagiat – Kopie. Künstlerische Praktiken der Vormoderne (= Kunsthistorisches Forum Irsee; 1). Hrsg. von Birgit Ulrike Münch, Andreas Tacke, Markwart Herzog, Sylvia Heudecker. Michael Imhof Verlag, Petersberg 2014.
- Der Künstler in der Gesellschaft. Einführungen in die Künstlersozialgeschichte des Mittelalters und der Frühen Neuzeit. Hrsg. von Andreas Tacke und Franz Irsigler in Zusammenarbeit mit Marina Beck und Stefanie Herberg. WBG, Darmstadt 2011.
- Künstlergrabmäler. Genese – Typologie – Intention – Metamorphosen. Hrsg. von Birgit Ulrike Münch, Markwart Herzog, Andreas Tacke. Michael Imhof Verlag, Petersberg 2011.